# タイツ
タイツ（英: tights）は、一般的にはストレッチサテン地、ナイロン地など伸縮性を持たせた布地で縫製されたフィット性のあるフートウエア。タイツ類は靴下の一分類（フートカバー類、ソックス類、ストッキング類、タイツ類）でもある。タイツ類は「タイツ」と「パンティストッキング」に分けられ、両者の違いは材質と厚み（デニール）である。ファッションサイト「ラミレ」では30デニール、グンゼでは25デニールを基準として、それより薄ければストッキング、厚ければタイツであるとしている。タイツは全ての材質で厚手のものであり、パンティストッキングはナイロン製の薄手のものである。本項ではタイツ類のうち（狭義の）タイツを扱う。

## 概要
19世紀のフランスで舞台衣裳として発明された。タイツは編地によって、平編タイツ、リブ編タイツ、経編タイツに分類される。また、タイツはイギリスでの統一した呼び方で、アメリカ英語ではパンティホーズ (pantyhose) という。網タイツも「タイツ」と呼ばれるが、パンティストッキングに近い。女性向けのもののほか、前開きなどの男性用もある。
厚さの単位はデニール、着圧の単位はヘクトパスカル。
日本では昭和の戦前から戦後にかけてはウール糸で編まれた厚手の「バルキータイツ」が流通していた。平成に入った1990年代の前半ごろから一部の女子中学生や女子高校生たちが履くようになったが、2000年代以降になるとタイツを履く機会や関心が高まったことから、多くの女子中高校生たちの間で流行するようになった。
エアロビクス用やレースクイーン用のサポート力の強いタイツもある。バレエ用のファンデーション（インナーウェア）として上半身部分のストラップ付のトップと下半身部分のタイツが一体となったボディタイツもある。レオタードからの派生し、スポーツ競技やパフォーマンス等で使用される足元から頭部までをすっぽり覆う全身タイツは日本が発祥で、「ゼンタイ」ともいい、日本国外でも zentai で通じることがある。
特殊なものとしては鮎の友釣りで使用するウェアにもタイツがある。その場合は厚さ1～3mmのネオプレン素材で製造されたもので、下半身のケガ予防と保温目的で使用される。ウエットスーツに近いものだが、友釣りのタイツはそれ自体がウェアであるためその上には何も履かない。
スパッツはタイツの足首から下の部分をカットしたフートウエアである。

## 時代の変化
かつては衣類の衣替え同様、冬にストッキングからタイツへ、春にタイツからストッキングへ替えることが多かったが、2008年頃から冬に限らず、夏でも冷え性対策としてタイツを着用する若い女性が急増している。2005年以降、着用色別の売り上げは黒色が大多数を占めるが、カラータイツと呼ばれる派手な色のタイツを着用する者もいる。2010年以降の売上は橙色、黄色、桃色系が上位を占める。またチェック柄系やリブ系も人気が急上昇している。

## 歴史的服飾

ルイ14世。白いショースを着用している

歴史的には中世ヨーロッパでショース（ホーズ）と呼ばれる下半身を包む股引状の衣服が男性用に広く着用された。これは乗馬や運動のしやすさや防寒性の必要からの形状であり、現代のタイツの元祖といえるものだが、階層によって様々な形状のものが着用された。農民階級には左右が縫い合わせられておらず、通常は紐で腰に結んでおき、労働時には畳んで長靴下状にして激しい運動を行うというもの、商人・都市住民用に爪先がないもの等さまざまな形状のホーズが存在し、素材も絹、毛織物から、より粗末な素材と多岐に渡った。イングランドのヘンリー8世の時代には、ショース（ホーズ）の脹脛部分に詰め物をして、足を美しく見せるといった流行もあった。
伸縮性を持つ素材がほとんど存在しなかったため、今日のタイツ同様、下半身を一体で包む形状のものは、着用者の体格に合わせて織り上げる高価なものであり、結果的に経済力に余裕のある王族・貴族やギルドの幹部など一部富豪しか着用できなかった。
1963年、アメリカで世界初のパンティストッキングが開発され、発売された。これは全米の女性の間で大ブームとなったものの、日本では輸入品だったため、希少かつ高価で庶民には広まらなかった。その後、厚木ナイロン工業（現アツギ）の創業者である堀禄助がアメリカから取り寄せたパンティストッキングを元に開発を進め、1968年に初の国産品の製造に着手する。それ以来、日本の女性の間でも大ブームとなり、透明性と着用感を商品開発の主流として来た。当時は伝線したものを修理する業者なども存在した程、高級品でかつ稀少なものであったが「女性とパンティストッキングは日増しに強くなった」と形容される程、量販態勢になり普及品となり、また技術の進化で伝線や劣化のし難い商品が開発される様になり、社会人女性の通年の防寒用靴下としてや、女子学生制服の冬の寒さ対策として用いられている。
タイツは1990年代前半まで、女子中学生・高校生にとっての身近なファッションとして愛用されていたが、それ以降の生脚ブームの到来によって社会人女性や一部の学校の制服、冠婚葬祭の場面でしか着用する機会や関心がない時代が続いた（1990年代後半以降においてはルーズソックスブームが到来したことも遠因である）。しかし、近年のパンスト・タイツブームによって再び中学生・高校生から社会人女性のタイツを履く機会や関心が戻って来た。社会人女性の通年の防寒用靴下としてや、女子学生制服の冬の寒さ対策として用いられている。